# Charles E. Snow
Charles Ernest Snow (* 11. April 1910 in Boulder (Colorado); † 5. Oktober 1967 in Madison (Wisconsin)) war ein US-amerikanischer Anthropologe, dessen Hauptwerk über die Adena-Kultur, das er mit William S. Webb verfasste, über mehr als ein halbes Jahrhundert als Standardwerk galt.

## Leben
Charles Ernest Snow wurde als Sohn eines Fotografen geboren, von dem er dieses Handwerk erlernte. 1932 absolvierte er seinen Bachelor in Geologie. Im selben Jahr heiratete er zum ersten Mal und das Paar zog angesichts der Weltwirtschaftskrise in eine Hütte in den Rocky Mountains, wo er als Hilfsranger arbeitete. Snow studierte an der University of Colorado Boulder und an der Harvard University. Im Sommer 1932 wurde Snow als Student in Harvard aufgenommen und die beiden zogen von Camp zu Camp, um die dortige Universität zu erreichen. Zunächst lernte Snow bei Earnest Hooton. 1935 erlangte er seinen Master mit der Arbeit Comparative Growth of Jewish and Non-Jewish Pupils in a Greater Boston Public School. 1935 und 1937 kamen die ersten beiden von insgesamt vier Töchtern zur Welt. Von 1937 bis 1938 arbeitete er als Anthropometrist im Child Measurement Project des Landwirtschaftsministeriums.  1938 wurde er promoviert.
1938 ging Snow nach Alabama, wo er in Birmingham auf eine Stelle als Anthropologe berufen wurde. Dort lernte er Professor William Snyder Webb kennen, der Direktor des archäologischen Projekts war. An diesem Projekt der Tennessee Valley Authority arbeitete er unter William S. Webb mit. Nach dem Beginn des Zweiten Weltkriegs endete das Projekt 1941.
Webb stellte Snow am Museum der  University of Kentucky ein, später im anthropologischen und anatomischen Seminar. Webb und Snow verfassten The Adena People, nach James B. Griffin eines der herausragenden Werke. Noch 1993 galt es als bestes Überblickswerk, das zwischen 1945 und 2001 achtzehn Auflagen erlebte. Schließlich wurde Snow Professor für Anatomie und Physical Anthropology an der Abteilung für Anatomy der Universität von Kentucky. Bei einem Aufenthalt in Verona (Wisconsin) erlitt er einen Herzinfarkt und erlag im Krankenhaus von Madison einem weiteren, nachdem er bereits zwei Tage zuvor einen Infarkt erlitten hatte.
Unabhängig von den wissenschaftlichen Meriten Snows gelten viele seiner Vorannahmen heute als rassistisch.

## Veröffentlichungen (Auswahl)
- mit William S Webb, David L DeJarnette, Walter B. Jones, Joseph Paul Eldred Morrison, Marshall T. Newman und William George Haag: Archeological survey of Pickwick basin in the adjacent portions of the states of Alabama, Mississippi and Tennessee, Washington 1942 (536 S.).
- mit William S. Webb: The Adena People (=The University of Kentucky Reports in Anthropology and Archeology, VI), 1945; The University of Tennessee Press, 1974 (insgesamt 18 Auflagen zwischen 1945 und 2001).
- Two prehistoric Indian dwarf skeletons from Moundville, University of Alabama, 1943.
- Indian burials from St. Petersburg, Florida, University of Florida, 1962.